# Ischyropsalis adamii
Ischyropsalis adamii is een hooiwagen uit de familie Ischyropsalididae.